# Година пет царева
Година пет царева период је историје Римског царства од 193. до 197. године. Након смрти последњег цара Антонинске династије, Комода, наступио је четворогодишњи грађански рат током кога су чак пет личности проглашени за цара. Победу је однео Септимије Север оснивајући нову династију. 

## Грађански рат

### Пертинакс и Дидије Јулијан
После Комодовог убиства, Пертинакс - тада префект града Рима - у преторијанском кампу је проглашен за цара. Његова владавина од тек 86 дана била је несигурна. Пертинакс је покушао да следи умереног Марка Аурелија. Преторијанска гарда очекивала је (још од времена императора Клаудија био је обичај да нови цар новчано "награди" преторијанце чиме се обезбеђивала њихова верност) богате дарове од новог цара али су убрзо остали разочарани.
Пертинакс је спровео монетарне реформе и повећао вредност новца, подижући садржај сребра са 2.22 грама на 2.75 грама. Међутим, ефекти ових мера су били ограничени и нису много потрајали.
28. марта 193. Пертинакс је био у палати када је, према наводима Царских повести (лат. Historia Augusta) , контингент од око триста војника из преторијанске гарде дошао на капије. Према античким изворима војници су добили само пола уговорене плате. Ни чувари палате ни дворски званичници нису пружили отпор. Пертинакс је послао Квинта Емилије Лета да преговара са преторијанцима али он је прешао на њихову страну и напустио императора. Упркос саветима да бежи, Пертинакс је покушао да уразуми војнике и скоро успео у томе али га је напослетку убио један од војника. 
Одмах после Пертинаксове смрти, преторијанци су одлучили да ће следећи цар постати онај ко плати највише, чиме је положај императора практично продат. Тит Флавије Клаудије Сулпицијан, градски префект, зет убијеног цара, који се у том моменту налазио у преторијанском кампу где је био послат да смири војнике, одмах је почео са понудама. Дидије Јулијан, сенатор, бивши конзул и проконзул провинције Африка, чувши за догађаје у преторијанском кампу, пожурио је и стигао на капије одакле је отпочео надметање за царски положај.
На крају, Сулпицијан је понудио 20.000 хиљада сестерција сваком војнику а Јулијан, бојећи се да ће његов конкурент постати цар, понудио 25.000.
Његова понуда одмах је прихваћена, стражари су му отворили капије и поздравили га као Цезара и прогласили за императора. Под претњом војске, сенат је потврдио његов избор.
Начин на који је Дидије Јулијан изабран за цара сматран убрзо је изазвао велико незадовољство у граду. Сам цар дочекан је повицима и негодовањем а маса је покушала да га спречи да дође на Капитолинско брдо и чак засула његову поворку камењем.
Чим су се вести о немирима у Риму прошириле царством, генерали Песценије Нигер у Сирији, Септимије Север у Панонији и Клодије Албин, сваки са по три легије под својом командом, одбили су да прихвате Дидија Јулијана за цара. 
Будући да је Север био најближи Риму - тиме и најопаснији - Јулијан га је прогласио за јавног непријатеља а из сената су послати изасланици да убеде војнике да га напусте. 
Међутим, Север је постигао договор са Албином и дао му титулу цезара, напредовао је према Риму и убрзо заузео Равену и победио преторијанског префекта Тулија Криспина који је послат из Рима да га заустави. Преторијанска гарда, потонула у разврат и тромост, није била способна да пружи отпор Северовим искусним легионарима. Очајни Јулијан покушао је да се нагоди са Севером и понудио му да деле владавину, што је Север игнорисао и наставио да напредује према Риму са подршком читаве Италије иза себе.
Након што су преторијанци примили гаранције да неће бити кажњени - под условом да предају одговорне за Пертинаксово убиство - и сами су прешли на Северову страну.
Сенат је прогласио Севера за цара, Пертинакс је деификован, и издата је наредба за Јулијаново погубљење. Напуштеног од свих, Јулијана је у палати убио војник, 1. јуна 193. након три месеци владавине.

### Песценије Нигер, Клодије Албин и Септимије Север
Септимије Север одмах је распустио преторијанску гарду, наређујући погубљење војника одговорних за Пертинаксову смрт. Консолидујући своју позицију, Север се окренуо борби са ривалом Песценијем Нигером кога је победио у биткама код Кизика и Никеје а коначни пораз нанео му је код Иса, 194. 
Иако је Клодије Албин у почетку био Северов савезник и надао се да ће га наследити, увидео је да Север има другачије намере. Након победе над Нигером, Северов положај додадно је ојачао и сада је намеравао да оствари пуну контролу над царством. Клодије Албин фактички је контролисао западну половину империје, Британију и Галију и имао подршку Британских и шпанских легија.
196. Албин се прогласио за цара и прешао из Британије у Галију, предводећи 150.000 војника. Победио је Северовог легата и успешно обезбедио ресурсе у Галији, одредивши Лугдунум за своје седиште али није успео да задобије подршку рајнских легија.
19. фебруара 196. Албинова и Северова војска сусреле су се у одсудној бици код Лугдунума. Касије Дион наводи да су се на обе стране борила 150.000 војника. 
Након жестоких борби, Албин је поражен и извршио је самоубиство, или је заробљен и погубљен по Северовом наређењу. Његово тело је изложено порузи а глава послата у Рим, као опомена његовим присталицама и Северовим противницима. 
Победивши све своје ривале, Север је остао једини цар и грађански рат је окончан.